# Wiesgraben (Mosel)
Der Wiesgraben ist ein unter vier Kilometer langer linker und nördlicher Zufluss der Mosel im rheinland-pfälzischen Landkreis Bernkastel-Wittlich.

## Geographie

### Verlauf
Der Wiesgraben entspringt auf der Gemarkung von Maring-Noviand auf etwa 224 m ü. NHN an einem Weinberghang. Nachdem er durch die steile Reblandschaft schnell einen breiten Talboden erreicht hat, wechselt er für den längsten Teil seines Laufes ins Gemeindegebiet von Lieser über und fließt südost- bis südwärts. Er durchquert das Dorf Lieser, unterquert zuletzt die dem Flussufer folgende Landesstraße 47 und mündet dann auf etwa 107 m ü. NHN von links in die Mosel.
Der Wiesgraben hat eine Länge von 3,6 km.

### Einzugsgebiet
Der Wiesgraben hat ein 4,3 km² großes Einzugsgebiet. Er entspringt am oberen Quellhang eben noch im Unterraum Traben-Trarbach-Zeller Moselschlingen und läuft dann größtenteils im Unterraum Osann-Veldenzer Umlaufberge des Naturraums der Moselschlingen, die zum Mittleren Moseltal gehören. Der Bach durchläuft den abwärtigen Teil einer alten Moselschlinge, durch deren oberen Teil wenig aufwärts die Lieser in die Mosel mündet.

### Zuflüsse
- Großer Graben (Gewässerkennzahl 26791122), von links und Nordosten im nördlichen Dorfteil von Lieser, 0,9 km und 0,4 km²[2]